# Вольтумна
Вольтумна (Voltumna) или Вельта (Veltha) — в этрусской мифологии хтонический бог земли из сонма этрусских божеств. Изображался двуполым существом, безбородым и безусым, с фруктами в руках. Римляне именовали его Вертумном.
В VI веке до н. э. 12 этрусских городов объединились в Этрусский союз; религиозным центром этого союза стал храм Вольтумны (Fanum Voltumnae), располагавшийся неподалёку от города Вольсинии (современный Орвието), где союзники собирались для общих совещаний. К собраниям приурочивались жертвоприношения, игры и ярмарки.